# 埃里希·邁耶
埃里希·邁耶（德語：Erich Meyer，1951年8月6日—）是一位奧地利工程師、業餘天文學家和小行星的發現者。

## 生涯
1996年至1999年間，他利用達維特施拉格（奧地利林茨附近基希施拉格）私人天文台共發現了21顆小行星。其中七顆小行星是他與同事埃爾溫·奧伯邁爾共同發現的，還有一顆是他與赫爾伯特·拉布共同發現的。1996年至2005年間，他還參與了另外六次小行星的發現，國際天文學聯合會將這些小行星發現地點指定為達維特施拉格。
埃里希·邁耶最重要的觀測包括1993年與埃爾溫·奧伯梅爾和赫伯特·拉布一起精確觀測舒梅克-李維九號彗星。這些觀測對後來預測該彗星撞擊木星做出了重大貢獻。2018年，埃里希·邁耶在400年後辨認出約翰尼斯·克卜勒位於林茨的住宅。
埃里希·邁耶是林茲天文學會( Linzer Astronomische Gemeinschaft )的成員。他的職業是工業設備維修領域的工程師。

## 榮譽
1997年4月4日，邁耶被授予奧地利共和國服務榮譽勳章（銀質）。1998年6月10日，小行星7940以埃里希·邁耶的名字命名。2005年，行星學會頒發「尤金·舒梅克近地天體獎」給埃里希·邁耶，以支持他在近地天體方面的工作。